# Toga party

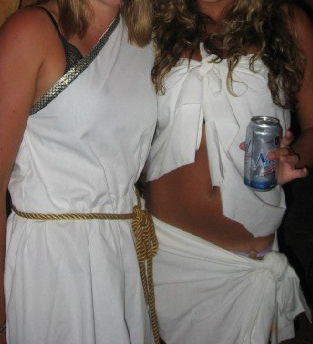
Ragazze abbigliate per un Toga party

Un toga party è un tipo di festa nella quale tutti i partecipanti indossano una toga (spesso ottenuta partendo da un lenzuolo) e dei sandali.

## Storia
Questa particolare abitudine si diffuse molto tra i college e nei campus universitari statunitensi a partire dal 1978, anno dell'uscita del film Animal House.
John Belushi, che interpreta Bluto nella pellicola, contribuì alla diffusione dei toga party. Si suppone che l'idea per questo tipo di festa sia nata all'interno del collegio maschile Whidden Hall della McMaster University, università frequentata da Ivan Reitman, uno dei produttori di Animal House.